# Dryophilus anobioides
Dryophilus anobioides is een keversoort uit de familie klopkevers (Anobiidae). De wetenschappelijke naam van de soort is voor het eerst geldig gepubliceerd in 1832 door Chevrolat.